# 男女共学
男女共学（だんじょきょうがく、英: Mixed-sex education）は、男子と女子が区別なく同じ学校に在学し、同一の教室で、同一の教育課程（カリキュラム）によって学習すること。単に共学（きょうがく）ともいう。

## 条約上の男女共学
女性差別撤廃条約（女子に対するあらゆる形態の差別の撤廃に関する条約）の第10条（同条c項）に男女共学に関する規定がある。

## 日本における男女共学
日本では、明治時代以降、第二次世界大戦降伏の時期まで、就学前教育（幼稚園など）と初等教育（小学校・国民学校など）を除いて、「男女別学」が主流であった。これは、1891年（明治24年）に出された「学級編成等ニ関スル規則」に基づいている。当初は尋常小学校の1・2学年だけを共学として、3学年以降は男女別学とし、男子と女子とでカリキュラムも教科書も全く別な物とすることが公立・私立の区別なく各学校に義務付けられた。このため、戦前の日本には高等教育の男女共学校は少なかったが、官立では東北帝国大学・九州帝国大学・北海道帝国大学・東京音楽学校などが、私立では専門学校令による東洋大学や日本大学、大学令による同志社大学・明治大学・法政大学・早稲田大学などが男女共学であった。
1947年（昭和22年）には、教育基本法（昭和22年法律第25号）が公布され、その第5条で、『男女は、互に敬重し、協力し合わなければならないものであつて、教育上男女の共学は、認められなければならない。』とされた。その後、特に公立学校や国立学校においては、教育上の男女の共学が原則となった。教育基本法改定の審議の時には他の論点に隠れてあまり議論になることはなかったが、2006年（平成17年）の改正で男女共学に関する規定は削除されている。削除した理由について文部科学省の田中生涯学習政策局長は「現行の五条の男女共学に関しましては、この男女共学が我が国に浸透しておるということで、中央環境審議会におきましてもこの五条については削除する事を御答申いただいておるところでございます。しかし、御指摘いただきましたように男女平等教育を推進することは大変重要なことでございますので、『教育の目標』の第三号に男女の平等という事を掲げさしていただいておるところでございます」と回答した。（文部科学省HP「教育基本法改正に関する国会審議における主な答弁」）
学校（特に私立学校）によっては、「男子部」・「女子部」というように、男子と女子とでは教室や校舎などが分けられている所もある。そのような学校は、「男女別学」または「男女併学」と称されることがある。

## 戦後男女共学の実態と教師たちの取り組み
戦後共学化には性格の異なった2つの社会過程があったと考えられている。1つは、CIEおよび日本国内の共学推進派とこれに対する政府・帝国議会等による別学派の抗争の下に進んだ共学化過程である。この過程でなされた議論は、いずれの場合にも、別学生の底に隠されていた固定的な性別役割分業など性差別原理を俎上に引き出すことのない議論に終始し、結局、高等学校、大学においては各校の自由裁量という不徹底な決着を見た。よって、全国各々の中等学校の統合と新制高等学校の共学化は、軍政 部担当局、府県当局、各学校教職員、在学生、卒業生、父母層等の動向に大きく影響されることになったのである。高度経済成長期前後の男女共学では、高校の多様化の下で男女平等教育から男女特性教育への転換が推進された。対して、1970年代後半から80年代に渡っては戦後共学化の第2の社会過程が進んだ。制度的には既存の公立別学高校および新制高校の共学化や公・私立女子大学の共学化が着実に広がり、男女生徒の自立を促す進路指導実践の深まりや生徒・学生自身のジェンダー観の変化となって現れた。こうして70年代以降の男女共学制は、出発時に比べるとより多くの人々の内発的な意志に支えられ、性別役割分業の撤廃を含む男女平等の実現過程と連動しながら進められていた。90年代末には公立全日制別学高校は、総数4000校弱のうち、男子校・女子校を合計しても数パーセントにまで減少した。さらに2000年の学校基本調査では、私立校も含む全学校階梯を合計しても男子のみの学校が4パーセント、女子のみの学校が9.6パーセントにまで減少している。現在では、一部の地域では別学・共学問題をめぐる論争もあるにはあるが、日本全体でみると多くの学校で共学制度が採用されている。第2は両性の平等教育実践からジェンダーフリー教育への転換である。1980年代後半にはじまる学校における男女平等教育は、日本社会に根強く残る男女差別や性別分業観の存在を学校レベルで洗い出し、これを是正する取り組みとして行われた。それは、教育課程、教科書、教材、学級運営、進路指導などの面に及んだ。90年代半ばには、これらの学校そのものの機能の中に潜んだ隠れたカリキュラムへの注目が強まっていき、教師自身が持っているジェンダー・バイアスとそれに基づく日常行動も主要な批判的検討の対象になっていった。このようにして、教師自身が自己のジェンダー・バイアスの程度を認識し、ステレオタイプのジェンダー観から自由になって行うジェンダー・フリー教育が提唱されるようになった。
（田沼朗・野々垣務・三上昭彦『いま、なぜ教育基本法の改正か』135頁～137頁「第五条」(男女共学)橋本紀子、株式会社国土社、2003年8月10日初版発行)

## イスラム圏における男女共学
サウジアラビアでは2009年9月23日に同国で初めてとなる共学校「アブドラ王立科学技術大学」が開校した。
一方、パレスチナ自治区ガザ地区では2013年3月31日に9歳以上の男女共学を禁止する法律が施行されている。

## 大学における共学化の進展
新制大学発足当初の女子大学は旧制女子専門学校を前身とする34校であった。その後1960年代から1970年代も主に短期大学の昇格などによる女子大学の急増期を迎えて、その数は80校をこえるにいたった。この間、女子大学は一貫して大学総数の2割前後を占めてきたが、女子学生総数に占めるシェア率は徐々に低下し、1989年には1/4を占めるだけになってきている。このような女子学生の共学大学志向を反映して、近年、女子大学から共学大学に移行する大学が徐々に増えつつある（橋本紀子『男女共学制の史的研究』大月書店、1992年5月）。